# Paliativní analgosedace
Paliativní analgosedace je v lékařství snížení vědomí nemocného za účelem zmírnění jeho utrpení, a to na úroveň somnolence nebo umělého spánku. Provádí se farmakologicky, a to pouze v případech, kdy utrpení nelze zmírnit jinými prostředky. Na rozdíl od eutanazie však není jejím účelem smrt.